# Karl August, Mare Duce de Saxa-Weimar-Eisenach
Karl August, Mare Duce de Saxa-Weimar-Eisenach (3 septembrie 1757 – 14 iunie 1828) a fost Duce de Saxa-Weimar și de Saxa-Eisenach din 1758, Duce de Saxa-Weimar-Eisenach de la crearea ducatului în 1809 și Mare Duce din 1815 până la moartea sa. Este menționat pentru strălucirea intelectuală a curții sale.

## Biografie

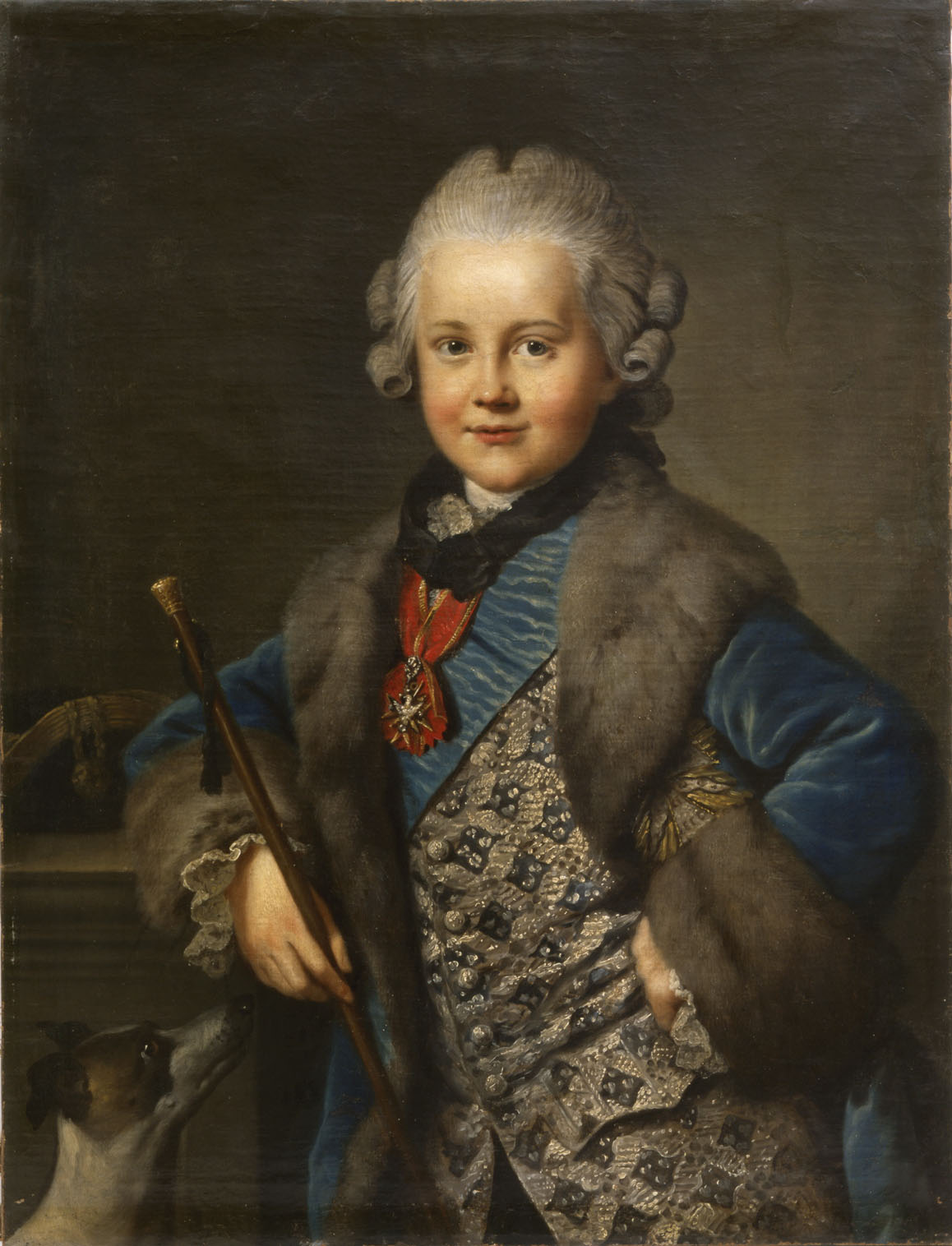
Karl August von Sachsen-Weimar-Eisenach, 1769

Născut la Weimar, a fost fiul cel mare al lui Ernst August al II-lea, Duce de Saxa-Weimar și a soției acestuia, Anna Amalia de Brunswick-Wolfenbüttel. Tatăl său a murit când Karl August avea nouă luni (28 mai 1758) iar băiatul a intrat sub regența și sub supravegherea mamei sale. Guvernantul său a fost contele Johann Eustach von Görtz, un nobil german de școală veche. În 1771 poetul Christoph Martin Wieland a fost numit tutorele său. În 1774, poetul Karl Ludwig von Knebel a venit la Weimar ca tutore al fratelui său, tânărul prinț Frederick Ferdinand Constantin.
La Frankfurt, Knebel l-a prezentat pe Karl August tânărului Johann Wolfgang Goethe și acest lucru a marcat începutul unei prietenii importante.
La Karlsruhe la 3 octombrie 1775, după ce s-a întors la Weimar și și-a asumat guvernarea ducatului, Karl August s-a căsătorit cu Louisa de Hesse-Darmstadt, fiica cea mică a lui Ludovic al IX-lea, Landgraf de Hesse-Darmstadt. Căsătoria a fost în întregime în scop dinastic și a dus la consolidarea ducatul de Saxa-Weimar în cadrul Sfântului Imperiu Roman.
Ducele era un mare băutor, dar, de asemenea, un sportiv bun. A fost interesat de literatură, artă, știință, l-a sprijinit financiar pe Goethe, a fondat Fürstliche freie Zeichenschule Weimar și a încurajat clasicismul. Criticii i-au lăudat hotărârea sa în pictură, biologii au găsit în el un expert în anatomie. Nu a neglijat nici guvernarea micului său stat.
Scopul lui a fost de a educa oamenii, învățământul fiind în opinia sa, așa cum a explicat mai târziu, spre disperarea lui Metternich și școlii sale, cel care ajută oamenii să obțină independența de judecată. Pentru acest scop Herder a fost chemat la Weimar pentru a reforma sistemul de învățământ; Universitatea din Jena a atins apogeul faimei sale și Weimar a devenit centrul intelectual al Germaniei.
S-a confruntat devreme cu problema prezentată de dezintegrarea Sfântului Imperiu Roman, și a început să lucreze pentru unitatea Germaniei. Planurile împăratului Iosif al II-lea, care amenințau să absoarbă o mare parte a Germaniei în monarhia habsburgică eterogenă, l-au aruncat în brațele Prusiei, și el a fost motorul înființării Ligii germane a prinților (Fürstenbund) în 1785, prin care, sub conducerea lui Frederic cel Mare, planurile împăratului Iosif al II-lea au fost oprite. 

În 1788 Karl August a intrat în armata prusacă cu rangul de general maior și a primit comanda unui regiment. În această calitate a fost prezent, împreună cu Goethe, în Bătălia de la Valmy din 1792 și în 1794 în Asediul de la Mainz și în Bătăliile de la Pirmasenz (14 septembrie) și Kaiserslautern (28–30 noiembrie).

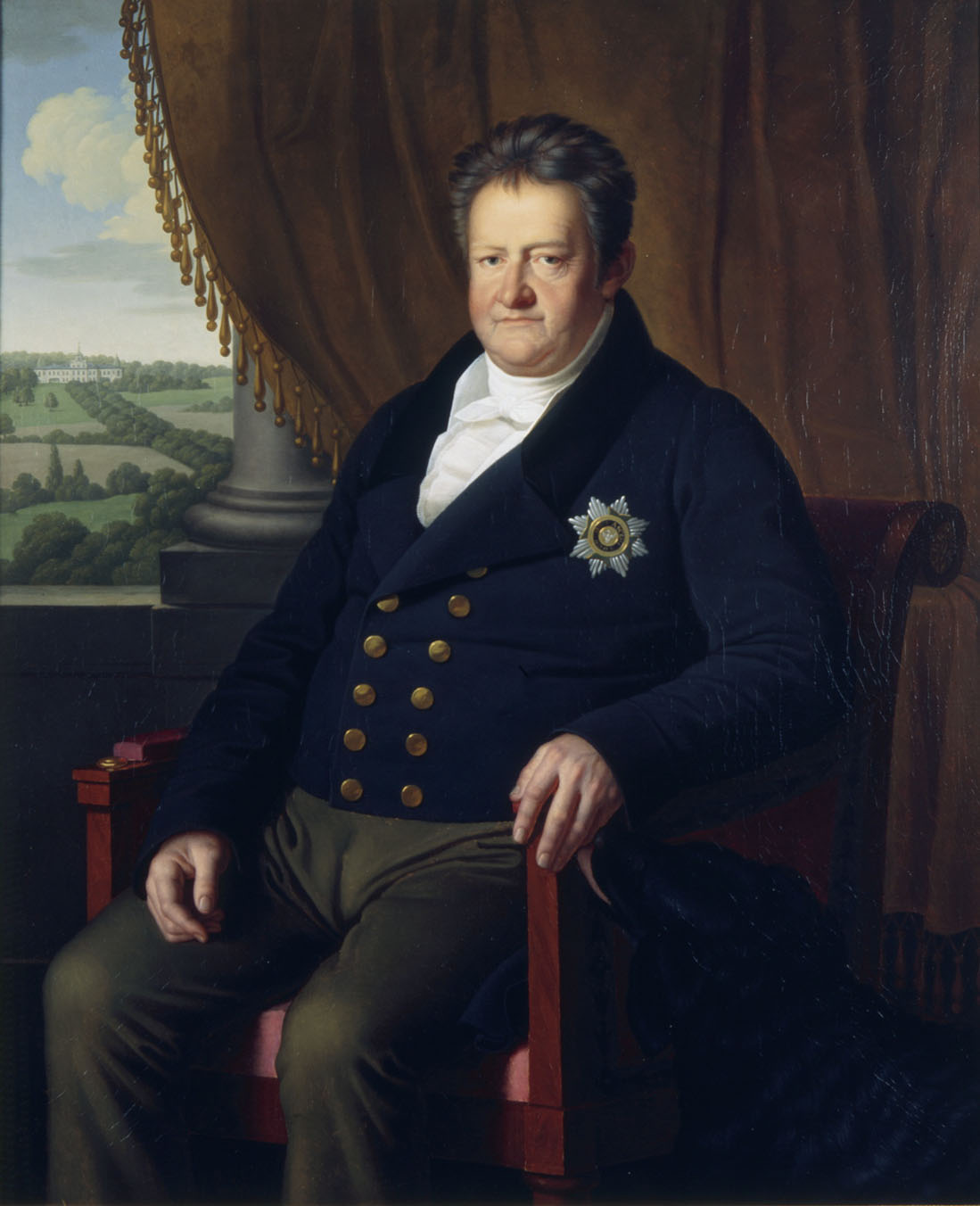
Karl August, 1822

 După aceasta, nemulțumit de atitudinea puterilor, el a demisionat dar revenit odată cu ascensiunea prietenului său, regele Frederic Wilhelm al III-lea la tron prusac. A urmat campania dezastruoasă de la Jena (1806).
Pentru a preveni confiscarea teritoriilor sale, Karl August a fost nevoit să se alăture Confederației Rinului. Din acest moment până după campania din Moscova din 1812 contingentului său a luptat sub steagul francez în toate războaiele napoleoniene. Totuși, în 1813 el s-a alăturat Marii Alianțe și la începutul anului 1814 a preluat comanda unui corp de 30.000 de oameni și și-a desfășurat activitatea în Țările de Jos.

### Deces
Karl August a murit la Graditz, în apropiere de Torgau, în 1828, la vârsta de 70 de ani. Asupra contemporanilor săi din cele mai diverse tipuri personalitatea sa a făcut o puternică impresie. Karl von Dalberg a declarat că el niciodată nu a întâlnit un prinț cu o înțelegere, caracter și sinceritate atât de mari;
A lăsat doi fii în viață: Karl Frederic, care i-a succedat, și Karl Bernhard, un lider militar care după Congresul de la Viena a devenit colonel al unui regiment în serviciul regelui Țărilor de Jos. Singura fiică a Karl August, Karoline Luise, s-a căsătorit cu Frederic Ludwig, Mare Duce Ereditar de Mecklenburg-Schwerin și a fost mama Elenei (1814 - 1858), soția lui Ferdinand, Duce de Orleans, fiul cel mare al regelui Ludovic-Filip al Franței.

## Copii

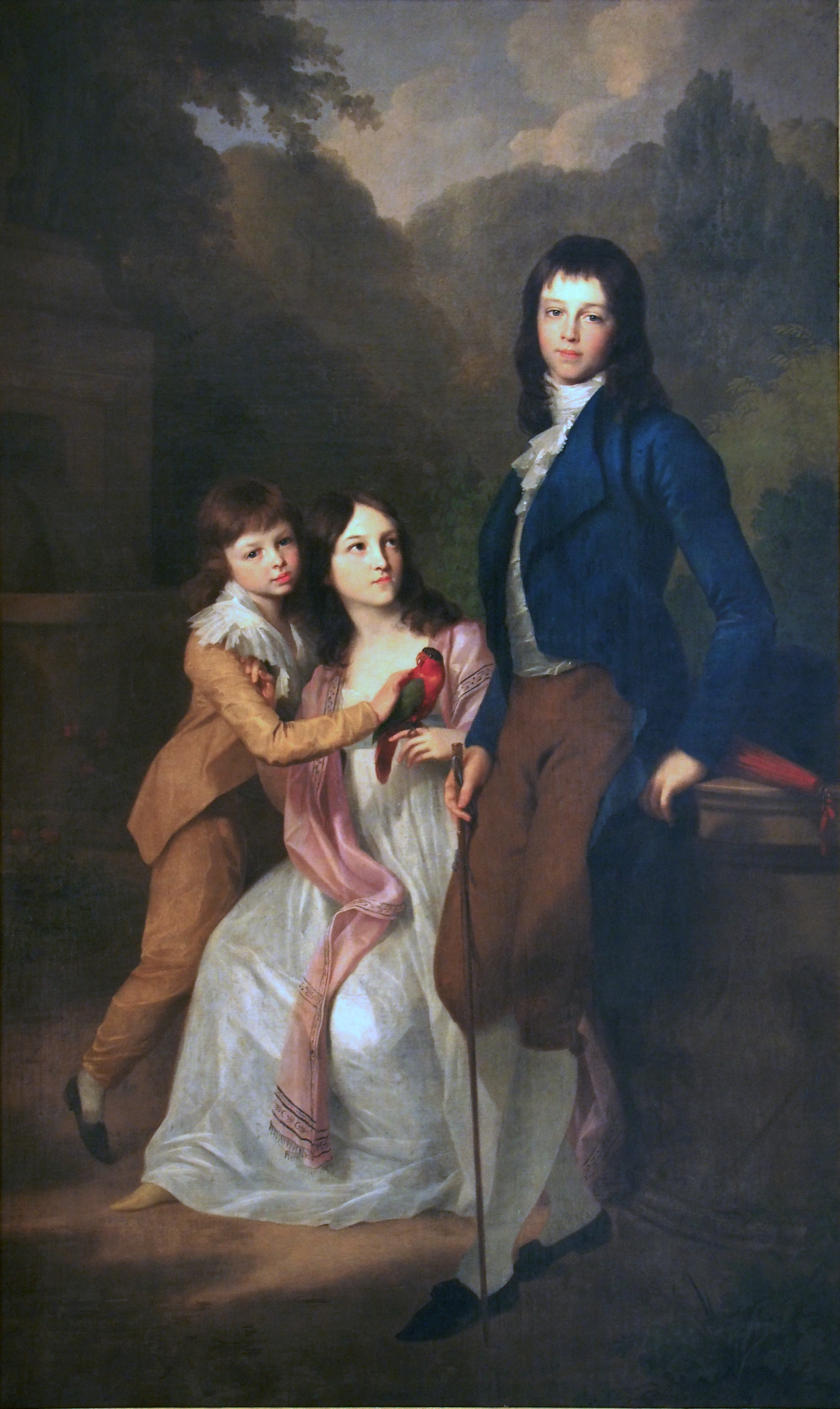
Copiii lui Karl August, de Luise Auguste: Karl Frederick, viitorul Mare Duce, Karoline Luise și Karl Bernhard.

Karl August și Luise Auguste au avut șapte copii:
1. Luise Auguste Amalie (n. Weimar, 3 februarie 1779 - d. Weimar, 24 martie 1784).
2. o fiică (n./d. Weimar, 10 septembrie 1781).
3. Karl Frederic, Mare Duce de Saxa-Weimar-Eisenach (n. Weimar, 2 februarie 1783 - d. Schloss Belvedere, 8 iulie 1853).
4. un fiu (n./d. Weimar, 26 februarie 1785).
5. Karoline Luise (n. Weimar, 18 iulie 1786 - d. Ludwigslust, 20 ianuarie 1816), s-a căsătorit la 1 iulie 1810 cu Frederick Ludwig, Mare Duce Ereditar de Mecklenburg-Schwerin.
6. un fiu (n./d. Weimar, 13 aprilie 1789).
7. Karl Bernhard (n. Weimar, 30 mai 1792 - d. Liebenstein, 31 iulie 1862).

În plus, Karl August a avut cinci copii cu alte femei:
- Cu Eva Dorothea Wiegand (n. 1755 - d. 1828)
  1. Johann Karl Sebastian Klein (n. Stützerbach, 9 iunie 1779 - d. Weimar, 28 iunie 1830), căsătorit la 22 aprilie 1817 cu Anna Fredericka Henriette Müller.
- Cu Luise Rudorf (n. 1777 - d. 1852)
  1. Karl Wilhelm de Knebel (n. Templin, 18 ianuarie 1796 - d. Jena, 16 noiembrie 1861), căsătorit prima dată la 6 februarie 1825 cu Fredericka de Geusau, cu care a avut un fiu care a murit în copilărie, înainte de divorțul părinților din anul 1837; s-a căsătorit a doua oară la 14 mai 1839 cu Josephine Karoline Emilie Trautmann, cu care a avut un fiu și două fiice.
- Cu Henriette Karoline Fredericka Jagemann (n. 1777 - d. 1848)
  1. Karl von Heygendorff (n. Weimar, 25 decembrie 1806 - d. Dresda, 17 februarie 1895)
  2. August de Heygendorff (n. Weimar, 10 august 1810 - d. Dresda, 23 ianuarie 1874).
  3. Mariana de Heygendorff (n. Weimar, 8 aprilie 1812 - d. 10 august 1836), căsătorită la 15 octombrie 1835 cu Daniel, Baron Tindal.